# Orient Steam Navigation Company
L'Orient Steam Navigation Company ou Orient Line est une compagnie maritime britannique dont les origines remontent à la fin du XVIIIe siècle. Au fur et à mesure de sa croissance, elle dessert notamment l'Australie, l'Amérique du Sud et le Pacifique. À partir du début du XXe siècle, la compagnie travaille de concert avec la Peninsular and Oriental Steam Navigation Company, ce qui lui permet de prospérer. Les deux entreprises fusionnent finalement en 1960, et la marque de l'Orient Line disparait en 1966 lorsque ses deux derniers navires, l'Oriana et l'Orsova rejoignent la flotte de la P&O.